# 諏訪神社 (浜松市天竜区二俣町)
諏訪神社（すわじんじゃ）は、静岡県浜松市天竜区二俣町二俣1111にある神社。二俣諏訪神社。

## 概要
浜松市天竜区二俣町二俣にある清瀧寺（せいりゅうじ）の北側に位置する。もとは同じ浜松市天竜区二俣町にある大明神の建つ場所にあったが、宝暦9年（1759年）に当地に移転した。神社の修復時期を記した棟札が清瀧寺に残る。
1895年（明治28年）に社殿は再建され、境内には本殿、覆殿（おおいどの）、拝殿が建っている。

## 大明神
宝暦9年（1759年）まで神社が鎮座していた場所にある建物で、諏訪神社例祭の御旅所（おたびしょ）になっている。諏訪神社の移転後、大明神は下諏訪大明神、諏訪神社は上諏訪大明神と称されていたが、大明神は明治初期になって払い下げられた。
1891年（明治24年）に建物が再建され、1958年（昭和33年）に修復された。大明神は地元の新町自治会が所有している。
老朽化のため、2022年（令和4年）10月から建て替え工事が行われ、2023年（令和5年）に新しい建物が完成する予定である。

## 祭礼
- 例祭（二俣まつり）
毎年8月に開催[2]。諏訪神社の神輿を大明神に迎える[2]。